# Rotherhithe
Rotherhithe (IPA: [ˈrɒðərhaɪð]) è una zona residenziale di Southwark, Londra. Posto a sud-est del centro della città, al centro dei London Docklands, si trova su una penisola, sulla sponda destra del Tamigi, opposta a Wapping a nord e all'Isle of Dogs ad est. A sud confina invece con Deptford e ad ovest con Bermondsey.

## Storia
Per un millennio Rotherhithe fu una parrocchia del Surrey nella diocesi di Winchester. Fu solo con la costituzione del Metropolitan Board of Works che fu coinvolta nelle vicende della capitale. Con la riforma amministrativa del 1900 fu inserita nel borgo metropolitano di Bermondsey, mentre nel 1965 trovò la sua attuale collocazione nel borgo di Londra di Southwark. 

### Etimologia
Si suppone che il nome Rotherhithe derivi dall'anglosassone rother, marinaio, hyth, banchina. Nel 1105 appare citato come Rederheia ma in seguito verrà anche nominato Redriff o Redriffe.

### Mayflower
Nel giugno del 1620 la Mayflower salpò alla volta di Southampton per rifornirsi di viveri necessari per la lunga traversata oceanica. I Padri Pellegrini non erano ancora presenti sulla nave poiché la maggior parte di loro proveniva da Leida, nei Paesi Bassi, e pertanto raggiunsero la Mayflower a Southampton. La Mayflower salpò vicino dove oggi sorge il pub omonimo.